# Tony Bonadies
Anthony "Tony" Bonadies (Bronxville, New York, 29 december 1916 - Williams Grove, Pennsylvania, 5 juli 1964) was een Amerikaans autocoureur. Hij schreef zich in 1955, 1956 en 1957 in voor de Indianapolis 500, die in alle jaren ook onderdeel uitmaakte van het Formule 1-kampioenschap, maar wist zich iedere keer niet te kwalificeren. Hij overleed na een crash in een midget car op de Williams Grove Speedway.